# Plutonium-244
Plutonium-244 (244Pu) je nejstabilnější izotop plutonia, jeho poločas přeměny je přibližně 8×107 let. Delší poločas mají pouze tři izotopy aktinoidů: uran-235 (7,04×108 let), uran-238 (4,468×109 let) a thorium-232 (1,4×1010 let).
Při přesných měřeních, která byla zahájena v 70. letech 20. století, bylo na Zemi zjištěno prvotní 244Pu, což jej činí nejméně stabilním prvotním nuklidem. Jeho množství ve sluneční mlhovině (před 4,57×109 lety) bylo rovno asi 0,008násobku množství uranu-238. Jelikož je současné stáří Země asi 57krát delší než poločas přeměny 244Pu, tak jej zůstalo velmi malé množství, Hoffman et al. odhadli jeho koncentraci v minerálu bastnasitu na 1,0×10−18 g/g, tomu odpovídá celkový obsah v zemské kůře asi 3×10−25 g/g (tedy celkové množství kolem 9 g). Jelikož nemůže být tento izotop snadno syntetizován přírodním záchytem neutronů v uranových rudách, jeho přítomnost lze vysvětlit pouze vznikem při r-procesu v supernovách.
Detekce prvotního 244Pu v roce 1971 nebyla ovšem citlivějšími metodami potvrzena. V této studii nebyly nalezeny žádné stopy 244Pu v bastnasitu (získaném ze stejného místa jako v předchozí studii), pouze byl odhadnut horní limit koncentrace na 1,5×10−18 g/g (maximálně 370 atomů na gram), což je téměř sedmkrát méně.
Mezihvězdné plutonium-244 bylo nalezeno v meteoritickém prachu v mořských usazeninách, ovšem zjištěná množství jsou mnohen nižší než jaká byla očekávána na základě modelů.
Na rozdíl od plutonia-238, 239, 240 a 242 se plutonium-244 netvoří v jaderném palivovém cyklu ve významných množstvích, jelikož záchytem neutronu atomem plutonia-242 vzniká plutonium-243, které má poločas přeměny pouze 5 hodin a rychle se přeměňuje na americium-243, takže nemá dostatek času k další absorpci neutronů, k té by došlo prakticky pouze při velmi vysokém neutronovém toku. Při výbuších jaderných zbraní ovšem může vzniknout r-procesem (zde je tok neutronů dostatečně silný).